# Aukspirta
Aukspirta je řeka 2. řádu na jihu Litvy v okrese Šakiai, pravý přítok řeky Šešupė, do které se vlévá 1 km jižně od obce Šilgaliai, 85,7 km od jejího ústí do Němenu. Pramení 1 km jižně od obce Išdagai. Teče směrem západním, Užnemunskou rovinou. Říční údolí je úzké a mělké. Průměrný spád je 129 cm/km. Dolní tok od obce Panovai spolu s dolním tokem jejího přítoku Mažoji Aukspirta spadá do chráněného území Aukspirtos hidrografinis draustinis (266 ha). Zde jsou přísně chráněny tyto druhy ryb: podoustev říční a slunka obecná.

## Přítoky
- Levé:

| Hydrologické pořadí | Řeka     | Délka (km) | Povodí (km²) | Vzdálenost od ústí (km) | Ústí kde | Koordináty ústí                  |
| ------------------- | -------- | ---------- | ------------ | ----------------------- | -------- | -------------------------------- |
| 15010693            | Kamšupis | 3,7        | 13,1         | 10,3                    | Naudžiai | 54°54′26″ s. š., 22°55′14″ v. d. |

- Pravé:

| Hydrologické pořadí | Řeka                                       | Délka (km) | Povodí (km²) | Vzdálenost od ústí (km) | Ústí kde | Koordináty ústí                  |
| ------------------- | ------------------------------------------ | ---------- | ------------ | ----------------------- | -------- | -------------------------------- |
| 15010691            | Kiaulupė                                   | 7,0        | 11,0         | 13,1                    | Naudžiai | 54°54′16″ s. š., 22°57′35″ v. d. |
| 15010692            | Vaitiekupis                                | 8,3        | 11,7         | 11,3                    | Naudžiai | 54°54′25″ s. š., 22°56′7″ v. d.  |
| 15010694            | Mažoji Aukspirta neboli Aukštoji Aukspirta | 12,6       | 38,4         | 0,9                     | Rukšniai | 54°55′2″ s. š., 22°48′7″ v. d.   |

## Sídla při řece
- Ežeriūkai, Naudžiai, Panoviai